# Tanzende Piraten
Tanzende Piraten ist ein US-amerikanisches Filmmusical aus dem Jahr 1936 nach der Kurzgeschichte Glorious Buccaneer von Emma Lindsay Squier.

## Handlung
Boston, 1820. Der auf Walzer spezialisierte Tanzlehrer Jonathan Pride wird von Männern angegriffen und auf ein Piratenschiff verschleppt. Das Schiff segelt um Südamerika herum, während Jonathan hart arbeiten muss. An der Küste von Kalifornien kann Jonathan endlich vom Schiff flüchten. Ein Schirm und eine Musikbox seiner Tante ist das Einzige, was ihm geblieben ist. Jonathan wandert herum und erreicht ein kleines mexikanisches Dorf. Die Einwohner sind vom Anblick des Schiffes alarmiert worden und feuern nun mit Kanonen und Gewehren auf den Wanderer. Der versteckt sich im Schlafzimmer von Serafina, der Tochter des Ortsvorstehers Don Emilio. Jedoch wird Jonathan bald entdeckt, verhaftet und ohne Prozess zum Tode verurteilt. Auch Jonathans Unschuldsbeteuerungen können nichts daran ändern, dass Don Emilio und der Polizeichef Pamfilo die Hinrichtung durchführen wollen.
Serafina erfährt, dass Jonathan ein Tanzlehrer ist, der besondere Kenntnisse des Walzers hat. Mit den anderen Frauen des Ortes erzwingt sie die Aufschiebung der Hinrichtung. Natürlich bringt Jonathan ihr gerne den Walzer bei. Serafina, selber eine begabte Tänzerin, ist von den Übungsstunden fasziniert. Der Unterricht wird jedoch von Don Baltazar, einem Rebellenführer aus Monterey, gestört. Jonathan wird von Don Baltazars Männern gefangen genommen. Don Emilio sieht in dem Rebellenführer einen respektablen Militärführer und behandelt ihn mit allen Ehren. Serafina erwidert die Avancen Baltazars, dafür soll er Jonathan freilassen. Baltazar geht auf den Handel ein. Doch kurz vor der Hochzeit taucht Jonathan, der mittlerweile aus der Gefangenschaft geflüchtet ist, mit einer Gruppe Indianer auf, die die Rebellen gefangen nehmen. Die Hochzeit kann jedoch weitergehen, nun mit Jonathan als Bräutigam.

## Kritik
B. R. Crisler befand in der New York Times, der Film sei wichtig für die technischen Aspekte des Farbfilms, ansonsten sei er leichtgewichtige und amüsante Belanglosigkeit in Sachen Tanz, Gesang und Komödie.

## Auszeichnungen
1937 wurde Russell Lewis in der Kategorie Beste Tanzregie für den Oscar nominiert.

## Hintergrund
Seine Premiere feierte der Film am 22. Mai 1936, in Deutschland lief der Film wenig später an.
Die Produktionsgesellschaft Pioneer Pictures ließ den Film im neu entwickelten 3-Farben-Verfahren von Technicolor drehen. Heute gibt es nur noch eine unvollständige 35-mm-Kopie und einige 16-mm-Kopien, die im 2-Farb-Verfahren hergestellt wurden.
Charles Collins, Bühnenveteran an New Yorker und Londoner Theatern, spielte seine erste Filmhauptrolle.